# 陳文強
陳文強（英語：Chan Man Keung；1960年—），香港編劇，曾兩次獲得香港電影金像獎最佳編劇。

## 簡歷
陳文強1982年畢業於香港浸會書院（香港浸會大學前身）中文系。
畢業後於電視台任職助理編導，曾參與香港電台的《溫馨集》、《獅子山下》、《左鄰右里》、《香江歲月》、《陽光下的孩子》、《執法者》等劇的製作。1984年開始為香港電台這些寫實單元劇編寫劇本。（一說為1982年於無綫電視任職助理編導，同年轉職香港電台；另一說為1981年任職無綫電視，1983年轉至香港電台任職助理節目主任。）
1986年，香港電台編導（導演）劉國昌獲銀都機構之邀，籌備拍攝一部寫實電影，期間劉國昌拉攏曾於香港電台合作的陳文強擔任編劇，兩人雙雙進入電影圈，拍成首作《童黨》（1988年）。兩人為《童黨》搜集資料期間，又認識了一位色情場所老鴇母，於是他們構思以此為主題，深入廟街搜集資料，拍成第二部作品《廟街皇后》（1990年），陳文強憑此片獲得香港電影金像獎最佳編劇。隨後兩人又合作了數部電影，包括劉國昌在商業上最成功的《五億探長雷洛傳》系列，自1992年上映的《藍江傳之反飛組風雲》後兩人開始分開發展。
1990年代仍偶有參與香港電台節目編劇工作。1992年已成名的導演許鞍華返回香港電台拍攝新一代《獅子山下》單元《歸去來兮》，由陳文強編劇，兩人因此結緣。其後兩人曾合作電影《女人四十》（1995年）、《阿金》（1996年），《女人四十》讓陳文強再次獲得香港電影金像獎最佳編劇，但《阿金》則被陳文強視為失敗之作。
陳文強曾於早年訪問中表示希望嘗試喜劇或情慾片，後終於參與了周星馳喜劇電影《唐伯虎點秋香》（1993年）的編劇工作，約十年後又參與了《功夫》（2004年）。
陳文強曾於多間學院任教編劇課程，包括香港演藝學院、香港城市大學、香港公開大學、母校香港浸會大學電影學院。

## 風格
陳文強曾稱自己深受前輩編劇陳韻文的影響。陳韻文同出身於無綫電視及香港電台，為許鞍華早期的合作編劇。他又認為編劇最重要是對題材有深刻感受。

## 家庭
陳文強於元朗長大，家族是經營米舖。其妻子繼承了家族經營的麻雀館。兩名兒子分別從事殯儀業及於音樂版權部門工作。

## 編劇作品

### 電影
| 年份 | 電影名稱                   | 備註                                 |
| ---- | -------------------------- | ------------------------------------ |
| 1988 | 童黨                       | 劉國昌導演                           |
| 1990 | 廟街皇后                   | 劉國昌導演                           |
| 1991 | 五億探長雷洛傳（雷老虎）   | 劉國昌導演                           |
| 1991 | 五億探長雷洛傳II之父子情仇 | 劉國昌導演                           |
| 1991 | 拳王                       | 與冼錦青合編；劉國昌導演             |
| 1992 | 藍江傳之反飛組風雲         | 劉國昌導演                           |
| 1992 | 戰龍在野                   | 與南燕合編                           |
| 1993 | 重案組                     | 秦天南、張麗玲、張志成、陳德森合編   |
| 1993 | 唐伯虎點秋香               | 與谷德昭、李力持合編                 |
| 1993 | 現代靚妹仔                 |                                      |
| 1993 | 一代梟雄之三支旗           | 與蕭若元、李世雄合編                 |
| 1993 | 一九四九之劫後英雄傳       | 與蕭若元、李世雄合編                 |
| 1994 | 六指琴魔                   | 與李敏才、李炯楷合編                 |
| 1995 | 女人四十                   | 與陳建忠合編；許鞍華導演             |
| 1996 | 阿金                       | 許鞍華導演                           |
| 2004 | 功夫                       | 與周星馳、曾謹昌、霍昕合編           |
| 2010 | 龍鳳店                     | 與曾謹昌、李思臻合編                 |
| 2017 | 毒。誡（前名：神行太保）   | 與林惠菊合編；劉國昌導演             |
| 2019 | 媽閣是座城                 | 改編自嚴歌苓小說，與蘆葦、嚴歌苓合編 |

### 電視節目及網絡劇
| 年份        | 作品名稱                                    | 類型                                 | 出品電視台/公司        | 備註                           |
| ----------- | ------------------------------------------- | ------------------------------------ | ---------------------- | ------------------------------ |
| 1980年代    | 獅子山下已知負責單元： - 小童．老同（1985） | 香港電視單元劇集                     | 香港電台               | 該單元由劉國昌編導             |
| 1980年代    | 溫馨集                                      | 香港電視單元劇集                     | 香港電台               |                                |
| 1980年代    | 執法者                                      | 香港電視單元劇集                     | 香港電台               |                                |
| 1980年代    | 香江歲月                                    | 香港電視單元劇集                     | 香港電台               | 劉國昌編導，陳文強參與劇本修改 |
| 1980年代    | 廉政先鋒                                    | 香港電視單元劇集                     | 香港廉政公署           |                                |
| 1980-90年代 | 繩之於法                                    | 香港電視資訊節目（案件重演短劇部分） | 香港電台               |                                |
| 1990        | 雙城記 已知負責單元： - 信天游（上、下集）  | 香港電視單元劇集                     | 香港電台               |                                |
| 1992        | 獅子山下 單元：歸去來兮                     | 香港電視單元劇集                     | 香港電台               | 該單元由許鞍華編導             |
| 1990年代    | 人間有情                                    | 香港電視單元劇集                     | 香港電台               |                                |
| 1990年代    | 完全學生手冊                                | 香港電視單元劇集                     | 香港電台               |                                |
| 2002        | 齊天大聖孫悟空                              | 香港、臺灣合拍電視劇集               | 第一媒體等             | 與蕭若元、葉廣蔭合編           |
| 2014        | 我們的天空                                  | 香港電視單元劇集                     | 無綫電視               | 劉國昌為編導之一               |
| 2022        | 守誠者（前名：守城者）                      | 中國內地網絡劇集                     | 紫荊文化集團、愛奇藝等 | 與馬焱合編；拍攝計劃已擱置     |

## 獎項及提名
| 年份 | 頒獎典禮             | 獎項         | 相關作品       | 名單                         | 結果 |
| ---- | -------------------- | ------------ | -------------- | ---------------------------- | ---- |
| 1991 | 第10屆香港電影金像獎 | 最佳編劇     | 廟街皇后       | 陳文強                       | 獲獎 |
| 1991 | 第28屆金馬獎         | 最佳原著劇本 | 拳王           | 陳文強、冼錦青               | 提名 |
| 1992 | 第11屆香港電影金像獎 | 最佳編劇     | 五億探長雷洛傳 | 陳文強                       | 提名 |
| 1995 | 第32屆金馬獎         | 最佳原著劇本 | 女人四十       | 陳文強                       | 提名 |
| 1996 | 第15屆香港電影金像獎 | 最佳編劇     | 女人四十       | 陳文強                       | 獲獎 |
| 2005 | 第24屆香港電影金像獎 | 最佳編劇     | 功夫           | 周星馳、曾謹昌、霍昕、陳文強 | 提名 |

## 外部連結
- 陳文強在香港影庫上的簡介
- 陳文強在互联网电影资料库（IMDb）上的資料（英文）
- 陳文強在豆瓣上的资料（简体中文）